# Hydrophis hardwickii
Hydrophis hardwickii är en ormart som beskrevs av Gray 1834. Hydrophis hardwickii ingår i släktet Hydrophis och familjen giftsnokar och underfamiljen havsormar. Inga underarter finns listade i Catalogue of Life.
Denna orm förekommer i havet nära kustlinjerna. Utbredningsområdet sträcker sig från Persiska viken över Indien och den sydostasiatiska övärlden till Australien och Nya Guinea. Honor lägger inga ägg utan föder levande ungar.
Hydrophis hardwickii godkänns inte som art av IUCN. Populationen infogas där som synonym i Hydrophis curtus.